# ألان أوكونور
ألان أوكونور (بالإنجليزية: Alan O'Connor) هو لاعب اتحاد الرغبي أيرلندي، ولد في 10 سبتمبر 1992 في دبلن في جمهورية أيرلندا.